# Iswestija-Pokal 1969
Der Iswestija-Pokal 1969 (russisch Турнир на приз газеты Известия, dt.: Turnier um den Preis der Zeitung „Известия“, dt. Iswestija, d. h. Nachrichten) war ein Eishockeyturnier, welches vom 1. bis 8. Dezember 1969 in Moskau stattfand. Neben der sowjetischen nationalen Auswahl nahmen die Nationalmannschaften Finnlands, Kanadas, Schwedens, der DDR und der Tschechoslowakei teil. Seit diesem Jahr übernahm auf einen Vorschlag des Sport-Kommentators Boris Fedossow die Redaktion der sowjetischen Tageszeitung „Известия“ die Patenschaft für diese Sportveranstaltung. Zudem bekam die Veranstaltung – ebenfalls eine Idee Fedossows – ein Maskottchen, einen Schneemann mit Eishockeyschläger. Die Mannschaften auf den drei vorderen Plätzen erhielten als Ehrenpreis Samoware in den Größen von 20, 40 und 60 Litern. Zumindest ein Teil der Spiele wurde auch im Fernsehen der DDR gezeigt.

## Spiele
| 1. Dezember 1969 | Tschechoslowakei Richard Farda (29.) Josef Černý (32.) Július Haas (37.) Václav Nedomanský (59.) | 4:0 (0:0, 3:0, 1:0) Spielbericht | Kanada |  |

| 1. Dezember 1969 | Sowjetunion Alexander Martynjuk (3.) Igor Grigorjew (23.) Jewgeni Paladjew (35.) | 4:3 (1:1, 2:1, 1:1) Spielbericht | DDR Hartmut Nickel (9.) Wolfgang Plotka (27.) Lothar Fuchs (46.) | Zuschauer: 9.000 |

| 2. Dezember 1969 | Schweden Lungström (2) Palmqvist (2) Vikberg Abrahamsson Lind | 7:5 (3:1, 3:2, 1:2) Spielbericht | Finnland Pekka Leimu (2) Matti Keinonen Veli-Pekka Ketola Matti Murto |  |

| 2. Dezember 1969 | Kanada Heindl (1.) Adams (2.) Heindl (20.) Huck Stephansson | 5:4 (3:0, 1:4, 1:0) Spielbericht | DDR Lothar Fuchs (28.) Schlapke (29.) Lothar Fuchs (39.) Manfred Buder |  |

| 3. Dezember 1969 | Schweden | 4:3 (2:0, 0:1, 2:2) | Tschechoslowakei |  |

| 3. Dezember 1969 | Sowjetunion Witali Dawydow Waleri Charlamow Wladimir Petrow (2) Wladimir Wikulow | 5:1 (3:0, 2:1, 0:0) | Finnland Lauri Mononen |  |

| 4. Dezember 1969 | Tschechoslowakei Václav Nedomanský (1.) Richard Farda (12.), (17.) Jiří Kochta (23.) Josef Černý (23.) Ivan Hlinka (28.) František Pospíšil (34.) Jiří Novák (37.) Richard Farda (45.) Jiří Novák (55.) | 10:2 (3:0, 5:0, 2:2) Spielbericht | DDR Wilfried Rohrbach (45., 60.) |  |

| 4. Dezember 1969 | Sowjetunion Alexander Martynjuk (11.) Alexander Jakuschew (35.) | 2:2 (1:1, 1:0, 0:1) Spielbericht | Kanada Billy Harris (15.) Lafley (45.) |  |

| 5. Dezember 1969 | DDR Robach (33.) Wolfgang Plotka (37.) Lothar Fuchs (40.) Prusas (48.) Wolfgang Plotka (53.) | 5:3 (0:0, 3:3, 2:0) Spielbericht | Schweden Lundström (22.) S. Karlsson (24.) A. Karlsson (31.) | Zuschauer: 8.000 |

| 5. Dezember 1969 | Kanada | 10:1 (1:0, 4:0, 5:1) | Finnland | Zuschauer: 7.000 |

| 6. Dezember 1969 16:00 Uhr | Sowjetunion Waleri Charlamow Juri Ljapkin Alexander Malzew Boris Michailow Wladimir Petrow (2) Wiktor Polupanow Wjatscheslaw Starschinow | 8:2 (1:1, 3:1, 4:0) Spielbericht | Tschechoslowakei Josef Horešovský Jiří Holík |  |

| 7. Dezember 1969 12:00 Uhr | Kanada McMillan (17.) Huck (29.) Harris (30.) McKenzie (40.) Leflay (44.) | 5:2 (1:0, 3:1, 1:1) Spielbericht | Schweden Tord Lundström (24.) Hedlund (50.) |  |

| 7. Dezember 1969 12:00 Uhr | Finnland Jorma Peltonen (10.) Matti Keinonen (12.) Lindström (16.) Lasse Oksanen (18.) Jorma Peltonen (22.) Lalli Partinen (27.) Lauri Mononen (34.) Jorma Vehmanen (58.) Lasse Oksanen (60.) | 9:3 (4:0, 3:0, 2:3) Spielbericht | DDR Wilfried Rohrbach (48.) Joachim Ziesche (50., 58.) |  |

| 8. Dezember 1969 | Tschechoslowakei Oldřich Machač (1.) Richard Farda (14.) Jiří Holík (16.) Josef Horešovský (24.) Ivan Hlinka (39.) Václav Nedomanský (50.) Oldřich Machač (51.) Jaroslav Holík (56.) Václav Nedomanský (56.) Hlinka (57.) | 10:3 (3:1, 2:1, 5:1) Spielbericht | Finnland Veli-Pekka Ketola (5.) Jouni Samuli (29.) Matti Keinonen (50.) |  |

| 8. Dezember 1969 | Sowjetunion Boris Michailow (18., 21., 26.) Alexander Malzew (36.) Wiktor Kuskin (38.) Alexander Gussew (57.) | 6:2 (1:0, 4:1, 1:1) Spielbericht | Schweden Svante Granholm (34.) Lennart Svedberg (45.) |  |

## Abschlusstabelle
| Platz | Mannschaft       | Spiele | S | U | N | T     | P |
| ----- | ---------------- | ------ | - | - | - | ----- | - |
|       | UdSSR            | 5      | 4 | 1 | 0 | 25:10 | 9 |
|       | Kanada           | 5      | 3 | 1 | 1 | 22:13 | 7 |
|       | Tschechoslowakei | 5      | 3 | 0 | 2 | 29:17 | 6 |
| 4.    | Schweden         | 5      | 2 | 0 | 3 | 18:24 | 4 |
| 5.    | Finnland         | 5      | 1 | 0 | 4 | 19:35 | 2 |
| 6.    | DDR              | 5      | 1 | 0 | 4 | 17:31 | 2 |

### Die besten Spieler
Die besten Spieler des Turniers: 
| Torwart     | Wayne Stephenson   |
| Verteidiger | František Pospíšil |
| Stürmer     | Boris Michailow    |